# Kopf der Jungfrau
Kopf der Jungfrau ist ein Gemälde des italienischen Rokokokünstlers Giambattista Pittoni (1687–1767). Das um 1730 datierte Werk, im Format von 44,7 × 35 cm, befindet sich in der Sammlung der Musée des Beaux-Arts de Strasbourg in Straßburg.

## Interpretation
Die geschlossenen Augen, die nach unten schauen, waren eine einzigartige und seltene Darstellung der Madonna zu dieser Zeit. Dies wird auch in der Pittoni Die Geburt mit Gott dem Vater und dem Heiligen Geist des London National Gallery Museum wiederholt. Es ist möglich, dass Pittoni nach weiterer mystischer Stärke sucht, was die Interpretation des Kritikers Alexander Nagel über Leonardo da Vinci verärgert „Kopf einer Frau“ („Head of a Woman“), in dem „Die Augen konzentrieren sich nicht auf ein äußeres Objekt, und sie erwecken den Eindruck, dass sie dort bleiben, wo sie sind: Sie sehen durch den Filter eines inneren Zustands, anstatt unmittelbare Eindrücke von außen zu erhalten Welt. Es ist die Haltung, in einem Geisteszustand zu schweben, der jenseits spezifischer Gedanken liegt selbst ohne sich seines eigenen Körpers bewusst zu sein ... hier wird ein inneres Leben durch eine neue Ordnung von Bildeffekten suggeriert, ohne auf Handlung oder Erzählung zurückzugreifen“.
Die außergewöhnliche Weichheit und subtile Modulation der Formen, die nuancierten Abstufungen von Licht und Schatten spiegeln die tiefgreifenden wissenschaftlichen Erkenntnisse wider, die Pittoni auf dem Gebiet der optischen Phänomene erworben hat.

## Links
- Die Scapigliata
- Hagar in der Wüste (Pittoni)